# Triple Helix
Triple Helix ist ein Jazzalbum des Anat Cohen Tentet. Die Aufnahmen entstanden im Januar 2019 in den New Yorker Sear Sound Studios und erschienen am 14. Juni 2019 auf dem Label Anzic Records.

## Hintergrund
Im Zentrum des Albums steht Oded Lev-Aris Suite „Triple Helix“, die von der Carnegie Hall (in der sie im Januar 2019 uraufgeführt wurde) und dem Chicago Symphony Center (wo es im Februar eine Folgeperformance gab) in Auftrag gegeben wurde. Sie ist klassisch angelegt, mit einem langsamen Satz, der von zwei lebhaften Sätzen eingerahmt wird. Der Inhalt entspricht in gewissem Maße der Form, schrieb Phillip Lutz; „die stark ausgeschriebenen Passagen verlangten von Cohen, dass sie ihre frühe Ausbildung bei Eva Wasserman, der ehemaligen Hauptklarinettistin des Haifa Symphony Orchestra in ihrer Heimat Israel, fortsetzte. Gleichzeitig hat das Stück lange offene Abschnitte, in denen die Partitur absichtlich sparsam ist: Ein wenig wie ein mit eigenwilligen Anweisungen übersätes Standard-Lead-Notenblatt skizziert es einen Rahmen, der vom heftigen Backbeat des Schlagzeugers Anthony Pinciotti ausgefüllt werde. Den Hintergrund bildet der Rest der Band - bis auf den Solisten, dem viel Platz eingeräumt wird. An anderen Stellen entstehen in dem Stück Harmonien, die abwechselnd an Maurice Ravel oder Johannes Brahms erinnern und eine Romantik beschwören, die mit einer unverhohlenen emotionalen Intensität gewichtet ist.“

## Titelliste
- Anat Cohen Tentet – Triple Helix (Anzic Records – ANZ-0065)

1. Milonga del Angel (Astor Piazzolla) 6:28
2. Triple Helix First (Oded Lev-Ari) 11:15
3. Triple Helix for Anat (Oded Lev-Ari) 5:36
4. Triple Helix Last (Oded Lev-Ari) 5:02
5. Miri 	4:21
6. Footsteps & Smiles 	4:52
7. La Llorona (Traditional) 7:48
8. Lonesome Train (Gene Roland) 4:34
9. Morning Melody 	1:17

- Alle anderen Kompositionen stammen von Anat Cohen.

## Rezeption
Das Album erhielt Ende 2019 eine Grammy-Nominierung in der Kategorie Best Large Jazz Ensemble Album.
Jim Macnie schrieb in JazzTimes, ein Großteil der Qualität der vorliegenden Aufnahme habe mit dem zu tun, was die Bandleaderin für die „flexible“ Natur der Gruppe hält. Wie beim von Gil Evans geleiteten Ensemble auf Sketches of Spain (1959) oder bei Duke Ellingtons Truppe auf „A Tone Parallel to Harlem“ (1951) würden die Zuhörer nie die Mechanik des vorliegenden Werks hören, sondern nur die resultierende Kunst, die durch die Luft schwebt. Dies gelte für alle Melodien – von Astor Piazzollas „Milonga del Angel“ bis zu Stan Kentons „Lonesome Train“ –, aber insbesondere für das Kernstück des Programms „Triple Helix“, eine vom musikalischen Leiter des Tentetts, Oded Lev-Ari verfasste Auftragskomposition für die Carnegie Hall und das Chicago Symphony Center. Wenn man Triple Helix gehört hat, resümiert der Autor, sei es schwer zu entscheiden, ob sein Erfolg auf der stilistischen Breite oder der tiefen Belohnung einer Partnerschaft beruht. Wahrscheinlich beides.
Nach Ansicht von George W. Harris (Jazz Weekly) kreiert Cohen weiterhin ein breites Spektrum an Klängen. Nach ihren brasilianischen Duetten und Trios bringt sie mit dem vorliegenden Album ihr reich strukturiertes Tentet unter der Leitung von Oded Levi-Ar zusammen. Das Ergebnis ist ein wundervolles Farbmosaik, das eine Gesamtansicht schafft, die aus der Ferne hinreißend und faszinierend ist, wenn man sie aus der Nähe betrachtet. Cohens warmes Instrument schwebe zart auf der hübschen und pastoralen „Milonga Del Angel“, während sie zu dem Cocktail-Blues ihrer eigenen „Miri“ eine träumerische Nte verleihe. Das Team aus Gitarristin Sheryl Bailey, Bassist Tal Mashiach und Schlagzeuger Anthony Pinciotti gibt „Lonesome train“ eine lustige und Vaudeville-artige Bote, während die Bläsergruppe aus Nadje Noordhuis, Nick Finzer und Owen Broder „Footsteps and Smiles“ ein New-Orleans-Feeling gebe. Das dreiteilige Titelstück sei ein reichhaltiges „Konzert für Klarinette und Ensemble“, in dem Cohen Klassik und Klezmer mit dem lustigen „First“ mischt.
Phillip Lutz schrieb im Down Beat, die Musik des neuen Albums sei dank Lev-Aris „Triple Helix: Konzert für Klarinette und Ensemble“, dem ersten Konzert, das für Cohen geschrieben wurde, gegenüber Happy Song (2016) noch komplexer und umfangreicher. Das Konzert SEI ein Modell effizienter Autorenschaft – es fängt die weitreichenden Vorlieben des Klarinettisten in einem umfassenden und kraftvollen Statement ein.
Das Triple Helix-Konzert enthalte ein Panorama von stimmungsvollen Szenen, die von epischer Größe umrahmt sind, schrieb der Rezensent der niederländischen Website Jazzenzo. Es sei ein „sprudelndes, mutiges Stück“; allein dieser Teil mache die CD zu einem beeindruckenden Hörerlebnis. Es gebe aber auch Platz für Blues und Swing, so der Autor weiter. „Es gibt auch einen echten Umweg entlang New Orleans (‚Footsteps & Smiles‘), ganz im Sinne von ‚Oh Baby‘ auf der Debüt-CD des Tentets. Im mexikanischen traditionellen ‚La Llorona‘ hören wir wieder den typischen Nino Rota-Sound, der sich allmählich in die Welt von Yann Tiersen verlagert. Bemerkenswert ist auch die dunkle Version von ‚Lonesome Train‘, die Gene Roland für die Big Band von Stan Kenton geschrieben hat. ‚Morning Melody‘ ist ein kurzes und angemessenes Ende in aller Gelassenheit.“